# Trienni Bolxevic
Trienni Bolxevic és la denominació que es dona per la historiografia espanyola (a partir de l'estudi de Juan Díaz del Moral, que utilitza l'expressió trienni bolxevista) al període entre 1918 i 1920 (o 1921), emmarcat en l'última etapa de la Restauració borbònica, en el qual es van produir importants conflictes socials a Espanya, utilitzant-se habitualment l'expressió de forma restringida per referir-se a les revoltes, manifestacions i vagues que es van produir a la meitat sud d'Espanya, especialment al camp andalús.
Les esperances provocades per les notícies que arribaven de la revolució russa entre les masses depauperades es van deixar notar, segons el context local, en moviments urbans o rurals.

## Context
Des d'almenys la crisi de 1917, l'agreujament de la situació precària dels treballadors, tant en el camp (jornalers sense terres) com a les fàbriques (proletariat industrial) era insostenible (disminució de la producció, augment de l'atur, disminució dels salaris reals davant l'augment dels preus, etc.) La resposta dels partits dinàstics (els únics amb possibilitats reals d'arribar al govern en el sistema turnista) al que s'anomenava qüestió social va incloure mesures similars a les quals als països més avançats (com Alemanya) havien iniciat el denominat estat social, però d'abast molt limitat. La inoperància de la Comissió de Reformes Socials havia donat pas als més actius però insuficients programes d'un conjunt d'institucions d'esperit regeneracionista: l'Institut de Reformes Socials (1903), l'Institut Nacional de Previsió (1908) i el Ministeri de Treball (1920). El govern del Comte de Romanones (desembre de 1918 - abril de 1919) es va caracteritzar per reaccionar al descontentament social amb mesures com l'inici del sistema públic de pensions i la jornada laboral de vuit hores (3 d'abril de 1919, no aplicada fin el 23 de setembre) La llei de descans dominical, del govern d'Antoni Maura, havia entrat en vigor el 1904.

## Reorganització del moviment obrer
Es va produir un increment notable de l'afiliació sindical. Les principals reivindicacions dels treballadors se centraven en l'augment salarial i la disminució de la jornada laboral. Les ideologies que predominaven en el moviment obrer espanyol era les tendències anarquista (sindicat CNT, oposat a la participació en el sistema polític) i marxista (sindicat UGT, vinculat al partit socialista -PSOE-), amb diferent implantació territorial (predomini anarquista a Catalunya i Andalusia, predomini socialista al País Basc i Madrid). L'impacte de la revolució russa de 1917 va ser molt important. Inicialment fins i tot la revolució bolxevic o d'Octubre va gaudir de la simpatia d'ambdues tendències, que hi van enviar observadors. No va ser fins a diversos anys més tard que es va aclarir l'alineament de cada organització. La CNT va estar present en la Komintern o tercera internacional des del 10 de desembre de 1919 fins a l'informe d'Ángel Pestaña el 1922. La participació del PSOE en la refundació de la internacional socialista juntament amb els partits d'orientació socialdemòcrata (la segona internacional i mitja -Fernando de los Ríos Urruti havia desaconsellat la vinculació amb els bolxevics-) va provocar l'escissió del Partit Comunista Obrer Espanyol (1921), que es va fusionar amb el preexistent Partit Comunista Espanyol per crear el Partit Comunista d'Espanya (novembre de 1921), tots ells grups minoritaris.

## Regirades camperoles al sud d'Espanya
A zones camperoles d'Andalusia i Extremadura, on les mobilitzacions obreres s'havien mantingut en un nivell baix des dels grans moviments de 1903-1904, es va produir un fort procés de politització dels jornalers, que es van afiliar massivament als sindicats (un total de 100 854 afiliats a la Confederació Regional Andalusa de la CNT al desembre de 1919, 23 900 afiliacions de treballadors agrícoles a la UGT entre octubre de 1918 i juliol de 1919), que inicialment va obtenir certes concessions (reconeixement dels sindicats i de la negociació salarial, abolició del preu fet). Entre la tardor de 1918 i l'estiu de 1919 es va aconseguir el màxim nivell de mobilitzacions, amb nombroses vagues, com la vaga general de la província de Còrdova convocada pel congrés de Castro del Río (octubre de 1918) i la segona vaga general, de març de 1919, que es va estendre per tota Andalusia. En aquest moment les mobilitzacions es van radicalitzar a través de moviments per a l'ocupació de terres amb pretensió de repartiment de les propietats (entre els lemes difosos estaven la unió fa la força i la terra per a qui la treballa), crema de collites, ocupació dels ajuntaments, etc. El temor que es va estendre entre propietaris i patrons va provocar la seva retirada a les grans ciutats, al mateix temps que s'acceptaven pujades salarials (Díaz del Moral estimava un increment nominal del 150% entre 1917 i 1921, encara que sobre dades de jornals de sega que no poden generalitzar-se). A partir de maig de 1919 les mobilitzacions de jornalers van ser reprimides amb duresa, declarant-se l'estat de guerra. Es van il·legalitzar les societats obreres i els seus dirigents foren empresonats. El moviment obrer andalús va començar una fase de reculada, i l'afiliació sindical va descendir.

## Processos simultanis
En un context social burgès, però coincidint amb el moment previ a la major intensitat de l'agitació camperola, l'1 de gener de 1919 Blas Infante va redactar el Manifest Andalusista de Còrdova.
A la ciutat de Barcelona es va viure una veritable edat de plom d'extraordinària violència, amb una escalada d'atemptats de grups armats (pistolerisme) relacionats amb patrons i obrers, i la política de dura repressió contra ells del governador Severiano Martínez Anido.
Al denominat problema militar i a les creixents dificultats de la colonització del Marroc, que van culminar en el desastre d'Annual (22 de juliol de 1921), corresponia, des del moviment obrer, una històrica oposició al militarisme (com la que havia protagonitzat la Setmana Tràgica de 1909). La crisi política que es va obrir a partir d'Annual va portar al cop d'estat del general Primo de Rivera (13 de setembre de 1923) i al consegüent període de dictadura.